# EID2
EID2‏ (None) هوَ بروتين يُشَفر بواسطة جين EID2 في الإنسان.

## الوظيفة
قد يعمل البروتين المُشفَّر بواسطة هذا الجين ككابت داخلي لإشارات عامل النمو المحول بيتا، ويُثبِّط التمايز عن طريق حجب نشاط هيستون أسيتيل ترانسفيراز لـ p300، وهو إنزيم نزع أسيتيل هيستون من الفئة الأولى، وHDACs. كان الجزء الطرفي الأميني من EID-2 ضروريًا للارتباط بـ HDACs. كما شاركت هذه المنطقة في القمع النسخي والتوطين النووي، مما يُشير إلى أهمية دور HDACs في وظيفة EID-2. يُثبِّط EID-2 الاستجابات النسخية لـ TGF-beta/Smad. يتفاعل EID-2 بشكل تكويني مع بروتينات Smad، وبقوة أكبر مع Smad3. يُثبِّط التعبير الثابت لـ EID-2 في سلالة الخلايا المُستجيبة لـ TGF-beta1 تكوين مُركَّب Smad3-Smad4 الداخلي، والتعبير المُستحث بواسطة TGF-beta1 عن p21 وp15. يُظهِر EID-2 تعبيرًا مُنظَّمًا مع النمو بمستويات عالية في قلب ودماغ البالغين. يُثبط الإفراط في التعبير عن جين EID-2 التعبير الجيني الخاص بالعضلات من خلال تثبيط النسخ المعتمد على MyoD. يُمكن تفسير هذا التأثير المثبط على التعبير الجيني بقدرة EID-2 على الارتباط بنشاط أسيتيل ترانسفيراز p300 وتثبيطه.